# ویلیامز، شهرستان لارنس، ایندیانا
ویلیامز (به انگلیسی: Williams) یک منطقهٔ مسکونی در ایالات متحده آمریکا است که در شهرستان لارنس، ایندیانا واقع شده‌است. ویلیامز ۱۷۴٫۹۶ متر بالاتر از سطح دریا واقع شده‌است.